# Espuri Nauci Rútil (tribú consular 419 aC)
Espuri Nauci Rútil (llatí: Spurius Nautius Sp. f. Sp. n. Rutilus) va ser un magistrat romà del segle v aC.
Va ser tres vegades tribú amb potestat consular els anys 419 aC, 416 aC i 404 aC. Titus Livi diu que el 404 aC ho va ser per segona vegada però els Fasti l'assenyalen tres vegades. El mateix Livi ja havia parlat que abans del 404 aC Rútil ja havia exercit dos tribunats.